# Liste der Naturdenkmäler in Amberg
Die Liste der Naturdenkmäler in Amberg nennt die Naturdenkmäler in der kreisfreien Stadt Amberg in Bayern auf. In Amberg gab es im September 2018 diese nach dem bayrischen Naturschutzgesetz geschützten Naturdenkmäler.

## Liste
| Bild                                         | Nummer | Bezeichnung                                                  | Gemarkung | Lage                                                                | Bemerkung |
| -------------------------------------------- | ------ | ------------------------------------------------------------ | --- | ------------------------------------------------------------------- | --- |
|                                              |        | Amphibien-Laichstätte in der ehemaligen Tongrube Brunner     | Flurstück Nr. 2856, Gemarkung Amberg 49° 27′ 45,3″ N, 11° 52′ 19,5″ O |                                                                     | 2,37 ha. Schutzzweck ist der Erhalt des für die Tierwelt bedeutungsvollen Biotops, die Sicherung des für die Tier- und Pflanzenwelt notwendigen Lebensraums, insbesondere der erforderlichen Wasserqualität und die Wahrung der durch die Tierwelt bestimmten natürlichen Eigenart des Gebietes. |
|                                              |        | Anemonenwald in der Köferinger Heide                         | Gailoh, Stadt Amberg und Köfering, Gemeinde Kümmersbruck 49° 25′ 2,6″ N, 11° 50′ 16,8″ O                                                                                    |                                                                     | Schutz der Vorkommen der für Bayern und für den Naturraum seltenen Pflanzenarten, des für die Tierwelt bedeutungsvollen Biotops, Sicherung des Frühlingsküchenschellenvorkommens. |
|                                              |        | Kleiner Kreuzstein                                           | Flurstücke Nr. 1028/2, 1071/0, 1103/0, Gemarkung Karmensölden Flurstück Nr. 1213/0, Gemarkung Gailoh 49° 26′ 32,6″ N, 11° 48′ 39,3″ O 49° 26′ 28,4″ N, 11° 48′ 40,9″ O      |                                                                     | |
|                                              |        | Großer Haselknock                                            | Flurstücke Nr. 1217/1 und 1217/0, Gemarkung Gailoh 49° 26′ 26,1″ N, 11° 48′ 20,4″ O 49° 26′ 27,3″ N, 11° 48′ 29,5″ O                                                        |                                                                     | |
|                                              |        | Schelmesleite                                                | Flurstücke Nr. 1208/0 und 1163/1, Gemarkung Gailoh 49° 26′ 18,3″ N, 11° 48′ 20,6″ O                                                                                         |                                                                     | |
|                                              |        | Rammertshofer Mühle                                          | Flurstücke Nr. 1227/0, 1195/0, 1217/0, 1232/0, 1199/0, 1193/0, 1194/0, 1208/0, 1208/2, 1234/0, 1235/0, 1239/0 und 1194/2, Gemarkung Gailoh 49° 26′ 21,7″ N, 11° 47′ 57,5″ O |                                                                     | |
|                                              |        | Kleiner Haselknock                                           | Flurstücke Nr. 1022/0, 1029/0, 1033/0 und 1034/0, Gemarkung Karmensölden 49° 26′ 31,2″ N, 11° 47′ 55,2″ O                                                                   |                                                                     | |
|                                              |        | Feld-Ahorn nördlich Lengenloh                                | Flurstücke Nr. 573/0 und 971/0, Gemarkung Gailoh 49° 26′ 19,1″ N, 11° 49′ 7,3″ O                                                                                            |                                                                     | |
|                                              |        | 2 Eichen am Wendelinweg                                      | Flurstücke Nr. 19/2, 12/0 und 9/0, Gemarkung Gailoh 49° 25′ 40″ N, 11° 49′ 39,3″ O                                                                                          |                                                                     | |
|                                              |        | In der Hänge                                                 | Flurstücke Nr. 292/0, 293/0, 294/0, 389/0, und 388/0, Gemarkung Gailoh 49° 25′ 27,3″ N, 11° 49′ 37,2″ O                                                                     |                                                                     | |
| Eiche im Englischen Garten                   |        | Eiche im Englischen Garten                                   | Flurstück Nr. 1884, Gemarkung Amberg 49° 26′ 52,2″ N, 11° 51′ 17″ O |                                                                     | |
| Max und Carola Eichen am Maxplatz            |        | Max und Carola: Eichen am Maxplatz                           | Flurstück Nr. 1051, Gemarkung Amberg 49° 26′ 49,1″ N, 11° 51′ 6,1″ O |                                                                     | |
| Linde am Kaiser-Wilhelm-Ring                 |        | Linde am Kaiser-Wilhelm-Ring                                 | Flurstück Nr. 1052, Gemarkung Amberg 49° 26′ 36,7″ N, 11° 50′ 56,6″ O |                                                                     | |
| Baumbestand am Hindenburgplatz               |        | Baumbestand am Hindenburgplatz                               | Flurstücke Nr. 1446/22, 1068, 1068/1, 1069/11, Gemarkung Amberg 49° 26′ 31,9″ N, 11° 51′ 18,3″ O                                                                            |                                                                     | |
| Platane am Nabburger Torplatz                |        | Platane am Nabburger Torplatz                                | Flurstücke Nr. 2034/44 und 1894, Gemarkung Amberg 49° 26′ 39,9″ N, 11° 51′ 47,7″ O                                                                                          |                                                                     | |
| Baumhasel im Schlosshof (rechts am Bildrand) |        | Baumhasel im Schlosshof                                      | Flurstück Nr. 252, Gemarkung Amberg 49° 26′ 35,2″ N, 11° 51′ 23,5″ O |                                                                     | |
|                                              |        | Eiche am Philosophenweg gegenüber Nr. 10                     | Flurstücke Nr. 2256, 2259 und 2331, Gemarkung Amberg 49° 27′ 4,1″ N, 11° 52′ 11,4″ O                                                                                        |                                                                     | |
|                                              |        | Eiche am Philosophenweg bei Nr. 2a                           | Flurstücke Nr. 2259, 2265 und 2265/3, Gemarkung Amberg 49° 27′ 0,8″ N, 11° 52′ 21,1″ O                                                                                      |                                                                     | |
|                                              |        | Eiche am Mariahilfbergweg                                    | Flurstücke Nr. 2245, 2245/2 und 3010, Gemarkung Amberg 49° 27′ 1,6″ N, 11° 52′ 26,4″ O                                                                                      |                                                                     | |
|                                              |        | Linde am Stufenweg                                           | Flurstücke Nr. 2260/1, 2264, 2269 und 2282, Gemarkung Amberg 49° 27′ 4,9″ N, 11° 52′ 18,5″ O                                                                                |                                                                     | |
|                                              |        | Linde am Stationsweg                                         | Flurstücke Nr. 2264 und 2270, Gemarkung Amberg 49° 27′ 8,1″ N, 11° 52′ 19,1″ O                                                                                              |                                                                     | |
|                                              |        | Baumbestand in Alt-Eglsee Mitte                              | Flurstücke Nr. 1760 und 1837, Gemarkung Karmensölden 49° 27′ 20,5″ N, 11° 49′ 51,2″ O                                                                                       |                                                                     | |
|                                              |        | gesamter Baumbestand „Lindenallee“                           | Flurstück Nr. 2217, Gemarkung Amberg 49° 27′ 0,4″ N, 11° 52′ 34,7″ O |                                                                     | mitgeschützte Umgebung: 5 m über den Kronenrand eines jeden Baumes hinaus |
|                                              |        | Baumgruppe bestehend aus Ahorn-, Linden- und Kastanienbäumen | Flurstücke Nr. 1243, 1244 und 1443/2, Gemarkung Amberg 49° 26′ 14,7″ N, 11° 51′ 3″ O                                                                                        | An der Hohenburger Straße                                           | mitgeschützte Umgebung: 5 m über den Kronenrand eines jeden Baumes hinaus |
|                                              |        | Der Burgstall, Schanzhübel mit 2 Linden                      | Flurstück Nr. 3092, Gemarkung Amberg 49° 26′ 2,4″ N, 11° 52′ 14,4″ O | Am linken Vilsufer oberhalb dem Drahthammer                         | mitgeschützte Umgebung: Geländestreifen von 2 m Breite um den gesamten Erdhügel |
|                                              |        | 2 Eichen beim Steigerhaus am Erzberg                         | Flurstücke Nr. 1801 bzw. 1785/11, Gemarkung Amberg 49° 27′ 16,2″ N, 11° 50′ 23,2″ O                                                                                         | An der Hohenburger Straße                                           | mitgeschützte Umgebung: 5 m über den Kronenrand eines jeden Baumes hinaus |
|                                              |        | 1 Eiche am Wasenmeistergarten                                | Flurstück Nr. 1268, Gemarkung Amberg 49° 26′ 3,9″ N, 11° 51′ 27,7″ O | Straßenrand der Köferinger Straße                                   | mitgeschützte Umgebung: 5 m über den Kronenrand des Baumes hinaus |
|                                              |        | 1 Ahorn beim Roten Kreuz an der Straße nach Krumbach         | Flurstück Nr. 2103, Gemarkung Amberg 49° 26′ 41,1″ N, 11° 52′ 47,3″ O | Krumbacher Straße bei Eingang Dreifaltigkeitsschule                 | mitgeschützte Umgebung: 5 m über den Kronenrand des Baumes hinaus |
|                                              |        | 3 Eichen auf der Raigeringer Höhe                            | Flurstück Nr. 2130, Gemarkung Amberg 49° 26′ 56,1″ N, 11° 53′ 3,5″ O | Straßenödung auf der Raigeringer Höhe rechts der Straße             | mitgeschützte Umgebung: 5 m über den Kronenrand des Baumes hinaus |
|                                              |        | 3 Eichen an der Jahnstraße                                   | Flurstück Nr. 2140, Gemarkung Amberg 49° 26′ 51,3″ N, 11° 52′ 41,3″ O | Jahnstraße westlich und östlich der Einmündung Theodor-Heuss-Straße | mitgeschützte Umgebung: 5 m über den Kronenrand des Baumes hinaus |
|                                              |        | 1 Eiche                                                      | Flurstück Nr. 1824, Gemarkung Gärmersdorf 49° 26′ 46,7″ N, 11° 54′ 26,4″ O                                                                                                  | an der Nordseite des Obstgartens, ca. 250 m östlich von Krumbach    | mitgeschützte Umgebung: 5 m über den Kronenrand des Baumes hinaus |
|                                              |        | 1 uralte Linde bei Station I des Kreuzweges                  | Flurstück Nr. 2250/4, Gemarkung Amberg 49° 26′ 57,5″ N, 11° 52′ 13,8″ O | Mariahilfbergweg 1, Kreuzwegstation                                 | mitgeschützte Umgebung: 5 m über den Kronenrand des Baumes hinaus |